# Pelegrín Pérez
Pelegrín Pérez Galarza (1911–1948) fue un político y guerrillero español.

## Biografía
Nació en la localidad valenciana de Buñol en 1911. Se afilió al Partido Comunista de España (PCE) en 1932, llegando a ser miembro del comité provincial en Valencia. Tras el estallido de la Guerra civil se unió a las fuerzas republicanas, combatiendo en varios frentes. En octubre de 1937 fue nombrado comisario del XIV Cuerpo de Ejército Guerrillero, bajo el mando de Domingo Ungría. Con posterioridad pasaría a mandar la 75.ª División guerrillera, actuando en el frente catalán.
Con la derrota republicana hubo abandonar España y marchar al exilio, instalándose en la Unión Soviética. Allí cursó estudios en la escuela política de Planérnaya, junto a otros comunistas españoles como Ignacio Gallego, José Fusimaña o Víctor de Frutos. Posteriormente realizaría un curso superior en la Escuela Leninista de Moscú. Durante la Segunda Guerra Mundial se presentó voluntario para luchar contra los nazis. Llegaría a ser capitán de la 4.ª compañía del NKVD, integrada mayoritariamente por exiliados españoles y encargada de la protección del Kremlin de Moscú. Fue condecorado con la Orden de la Estrella Roja.
En 1946 regesaría a España para integrarse en el Maquis. Utilizó el pseudónimo de «Ricardo». La dirección del PCE le nombró jefe de la Agrupación guerrillera de Levante y Aragón (AGLA), si bien en agosto de 1948 moriría en «circunstancias extrañas» tras un tiroteo con la Guardia Civil entre Mas de las Matas y Seno.